# Gildschaft 7 (Quedlinburg)

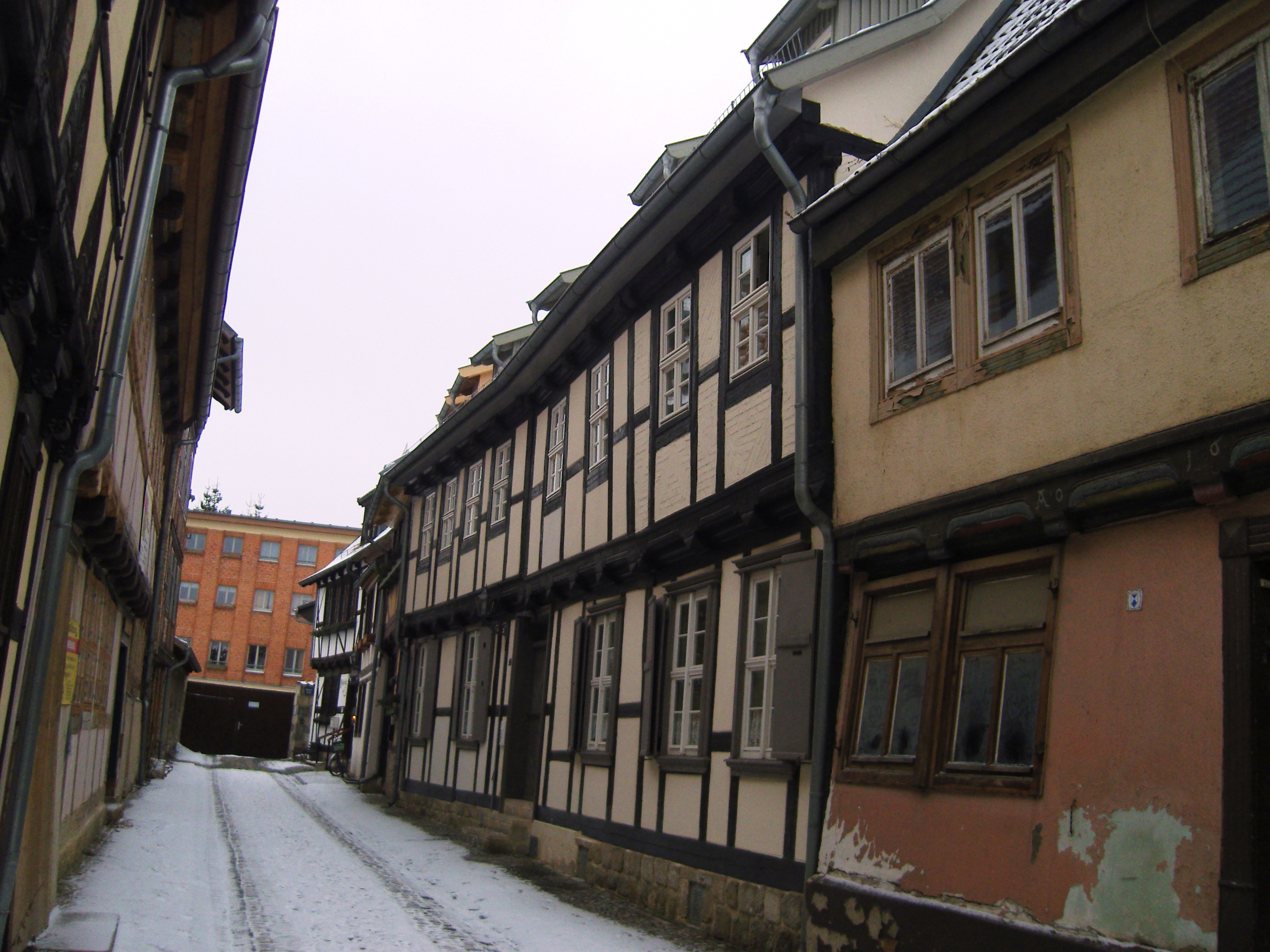
Haus Gildschaft 7

Das Haus Gildschaft 7 ist ein denkmalgeschütztes Gebäude in der Stadt Quedlinburg in Sachsen-Anhalt.

## Lage
Es liegt auf der Nordseite des Quedlinburger Schloßbergs im Stadtteil Westendorf auf der Südseite der Straße Gildschaft und gehört zum UNESCO-Weltkulturerbe. Im Quedlinburger Denkmalverzeichnis ist es als Wohnhaus eingetragen. Östlich grenzt das gleichfalls denkmalgeschützte Haus Gildschaft 6, westlich das Haus Gildschaft 8 an.

## Architektur und Geschichte
Das zweigeschossige Fachwerkhaus entstand nach einer Bauinschrift im Jahr 1690, nach anderen Angaben 1699. 1768 erfolgte eine Erweiterung des Gebäudes um vier Gebinde nach Westen. Auch hierauf nimmt eine Inschrift Bezug. Am Haus finden sich Pyramidenbalkenköpfe. Während sie sich im älteren Gebäudeteil sowohl an der Stockschwelle als auch an der Traufe befinden, beschränkt sich ihre Verwendung am Erweiterungsbau auf die Stockschwelle. Die Verwendung am Erweiterungsbau ist das vorletzte Auftreten der Gestaltungsform in Quedlinburg.
Die Haustür stammt vom Anfang des 19. Jahrhunderts und ist mit einem Oberlicht versehen.